# Carreteras del Perú
El Perú cuenta con varios tipos de vías y carreteras. Existen rutas internacionales (como la Carretera Panamericana), rutas nacionales (como la Carretera Central), rutas departamentales o regionales (como la Carretera de Iquitos a Nauta) y rutas vecinales o rurales.
El Sistema Nacional de Carreteras está conformados por la Red Vial Nacional, Departamental, Vecinal o Rural. La red vial nacional está conformado por tres ejes longitudinales (14 variantes y 26 ramales) y 20 ejes transversales.

## Clasificación
Según la jerarquización oficial del Perú, el sistema nacional de carreteras (SINAC) está compuesto por las siguientes vías.

### Red vial internacional (no oficial)
- PAN  Carretera Panamericana
- INO  Carretera Interoceánica
- CMS  Carretera Marginal de la Selva

### Red vial nacional
Red vial nacional: Son las carreteras de interés nacional formados por tres ejes longitudinales principales, denominadas con números impares:
- PE-1: Longitudinal de la Costa, la parte peruana de la Carretera Panamericana, dividida en:
  -  PE-1N : Carretera Panamericana Norte
  - PE-1S: Carretera Panamericana Sur
- Longitudinal de la Sierra, dividida en:
  -  PE-3N : Longitudinal de la Sierra Norte
  - PE-3S: Longitudinal de la Sierra Sur
- PE-5: Longitudinal de la Selva, la parte peruana de la Carretera Marginal de la Selva, dividida en:
  -  PE-5N : Longitudinal de la Selva Norte
  - PE-5S: Longitudinal de la Selva Sur

y 20 de transversales, uniendo dos o más departamentos o regiones, codificadas con números pares:
- PE-2: Carretera a Paita
- PE-2A: Carretera Dv km 66 - Huancabamba
- PE-2B:
- PE-2C:
- PE-2D: Carretera Piura - Locuto
- PE-4: Carretera a Bayóvar
- PE-4A:
- PE-4B: Carretera Jaén Nuevo - Puente Hualapampa
- PE-4C:
- PE-6: Carretera a Pimentel
- PE-6A: Carretera a Chota
- PE-6B (ramal): Carretera Cumbil - Dv Montán
- PE-8: Carretera a Cajamarca
- PE-8A (ramal): Carretera Chilete - Escuela de Policías de Cajamarca
- PE-8B (ramal): Carretera Baños del Inca - Pedro Ruiz
- PE-8C (ramal):
- PE-10: Carretera a Salaverry
- PE-10A: Carretera Trujillo - Shorey
- PE-10B: Carretera Dv Sausacocha - Calemar
- PE-10C (ramal): Carretera El Pallar - Mamahuaje
- PE-14: Carretera Casma-Huaraz
- PE-14A: Carretera Huantar - Pomachaca
- PE-14B (variante): Carretera Huantar - Pomachaca
- PE-14C Carretera longitudinal de Conchucos
- PE-16: Carretera Paramonga - Conococha
- PE-18: Carretera Huacho - Oyón - Pucallpa
- PE-18A: Carretera Huánuco - Tingo María
- PE-18B:
- PE-18C: Carretera Alexander Von Humboldt - Pucallpa
- PE-20: Carretera Lima -Ventanilla - Vía Callao a Canta
- PE-20A: Carretera Lima - Canta - Pasco
- PE-20B: Carretera Callao - Lima - Vía Lima al Aeropuerto
- PE-20I: Vía Callao - Costa Verde
- PE-22: Carretera Central (Lima-La Oroya)
- PE-22A: Autopista Ramiro Prialé
- PE-22B: Carretera Las Vegas - Dv Oxapampa
- PE-24: Carretera San Vicente de Cañete - Chupaca
- PE-24A: Carretera Concepción - Satipo
- PE-26: Carretera Chincha Alta - Izcuchaca
- PE-26A (ramal): Carretera Dv Joyocc - Castrovirreyna
- PE-26B: Carretera Huancavelica - Pacaycasa
- PE-28: Desvío a Paracas
- PE-28A: Carretera Libertadores (San Clemente - Ayacucho)
- PE-28B (variante): Carretera Pacaycasa - Dv Huambutio
- PE-28C (ramal): Carretera Kimbiri - Mazamari
- PE-28D (ramal): Carretera Rosario - Anapati
- PE-28E (ramal):
- PE-28F (ramal): Carretera Poroy - Urubamba
- PE-28G (ramal): Carretera Cusco - Pisac
- PE-30: Carretera a Marcona
- PE-30A: Carretera Nazca - Puente Sahuinto
- PE-30B: (ramal) Carretera Condorccocha - Andahuaylas
- PE-30C: Carretera Muñapata - Iñapari
- PE-32: Carretera Dv Cháparra - Puquio
- PE-32A: Dv Andamarca - Dv Cangallo
- PE-34: Carretera a Matarani
- PE-34A: Carretera La Repartición - Juliaca
- PE-34B: Carretera Calapuja - Puente Inambari
- PE-34C (variante): Carretera Arequipa - Mañazo
- PE-34D (ramal):
- PE-34E (ramal):
- PE-34F (ramal):
- PE-34G (ramal):
- PE-34H (ramal): Carretera Juliaca - Pampa Grande
- PE-34I (ramal): Desvío Japis - Tilali
- PE-34J (ramal):
- PE-36: Carretera a Ilo
- PE-36A: Carretera Moquegua - Desaguadero
- PE-36B: Carretera Binacional Dv Desaguadero - Puno
- PE-36C (ramal):
- PE-38: Carretera Tacna - Mazocruz
- PE-38A: Carretera Mazocruz - Ilave
- PE-40: Carretera Tacna - Tripartito
- PE-40A (ramal): Carretera Dv Ancomarca - Collpa

### Red vial departamental o regional
Son las carreteras circunscritas a un solo departamento o región

#### Amazonas
- AM-106: Carretera PE-5N - Balzapata
- AM-107: Carretera PE-08 - Chuquibamba
- AM-108: Carretera PE-08C - Churud

#### Ancash

Vías asfaltadas de Áncash

- AN-100: Carretera Estación Quiroz - Pallasca
- AN-101: Carretera Huacaschuque - La Libertad
- AN-102: Carretera Chimbote - Santa
- AN-103: Carretera Lacramarca - San Diego
- AN-104: Carretera Moro - Caraz
- AN-105: Carretera Olleros - Chavín - Huari
- AN-106: Carretera Yungay - Llacma
- AN-107: Carretera Carhuaz - Chacas - San Luis
- AN-108: Carretera Llamellín - Mirgas
- AN-109: Carretera Huarmey - Recuay
- AN-110: Carretera Cátac - Succha
- AN-111: Carretera Hacienda Palmar - San Marcos
- AN-112: Carretera Ocros - Lima
- AN-113: Carretera Huaylillas Grande - Lima

#### La Libertad
- LI-100 : Carretera Chepén - Cajamarca
- LI-101 : Carretera Chocope - Contumazá
- LI-102 : Carretera Chocope - El Brujo
- LI-103 : Carretera Puente Careaga - Magdalena de Cao
- LI-104 : Carretera Huanchaquito - Huanchaco
- LI-105 : Carretera Sausal - Simbal - Pedregal
- LI-106 : Carretera El Cruce - Sayapuyo
- LI-107 : Carretera Abra Naranjillo - Huanabamba
- LI-108 : Carretera Bolívar - Cajabamba
- LI-109 : Carretera Laplac - San Vicente de Paúl
- LI-110 : Carretera Sinsicap - Simbal
- LI-111 : Carretera Cushuro - Pinchaday
- LI-112 : Carretera Tambo - Callancas
- LI-113 : Carretera Charat - Huaranchal

#### Loreto
- LO-103: Carretera Iquitos - Nauta

#### Piura
- PI-100: Carretera La Campana - El Ñuro
- PI-101: Carretera Colán - Talara
- PI-102: Carretera Paita - Sullana

### Red vial vecinal o rural
Son carreteras en el ámbito local, cuya función es articular las capitales de provincia y las capitales de distrito con los centros poblados que se basa en la norma de carreteras como zona 3 u carreteras afirmadas.

## Codificación
- Red vial nacional:[5] Representadas por un escudo y codificadas en el formato PE-x las longitudinales y PE-xx las transversales.
- Red vial departamental o regional:[6] Representadas por un emblema y codificadas con dos letras correspondiente al departamento (ver tabla) y 3 dígitos entre 100 y 499.
- Red vial vecinal o rural:[7] Representadas con un círculo y codificadas en dos letras correspondiente al departamento (ver tabla) y 3 dígitos entre 500 y 999.

| Región        | Prefijo |
| ------------- | ------- |
| Amazonas      | AM      |
| Áncash        | AN      |
| Apurímac      | AP      |
| Arequipa      | AR      |
| Ayacucho      | AY      |
| Cajamarca     | CA      |
| Cusco         | CU      |
| Huancavelica  | HV      |
| Huánuco       | HU      |
| Ica           | IC      |
| Junín         | JU      |
| La Libertad   | LI      |
| Lambayeque    | LA      |
| Lima          | LM      |
| Loreto        | LO      |
| Madre de Dios | MD      |
| Moquegua      | MO      |
| Pasco         | PA      |
| Piura         | PI      |
| Puno          | PU      |
| San Martín    | SM      |
| Tacna         | TA      |
| Tumbes        | TU      |
| Ucayali       | UC      |

## Concesiones Viales
Algunas carreteras Nacionales del Perú están concesionadas, todas están reguladas por OSITRAN:

### Concesiones de la Panamericana
- Concesionaria Vial del Sol (COVISOL)
- Concesión Autopista del Norte (AUNOR)
- Concesión Norvial
- Rutas de Lima
- Lima Expresa
- Concesionaria Vial del Perú (COVIPERÚ)
- Concesionaria Peruana de Vías (COVINCA)

### Concesiones de la Interoceánica
- IIRSA Norte
- Concesión Desarrollo Vial de los Andes (DEVIANDES)
- Concesión Survial
- IIRSA Sur tramos 2 y 3
- Intersur Concesiones
- Concesionaria Vial del Sur (COVISUR)

### Concesiones Nacionales
- Concesión Vial Sierra Norte

### Concesiones Menores
- Concesión Canchaque
- Concesión Valle del Zaña
- Concesión Chancay - Acos